# Mimomemo the memorable songs of mimori yusa
『mimomemo the memorable songs of mimori yusa』（ミモメモ ゆさみもり メモラブルソングズ）は、遊佐未森の2枚目となるベスト・アルバム。1998年3月1日にエピックソニーから発売された。

## 概要
エピックソニー在籍の10年間に発表された曲から、遊佐の自選による15曲が収録されている。
当初は、前作のベストアルバム『桃と耳』の続編として企画されていた（#幻の企画盤を参照）。そのため『桃と耳』と重複する収録曲はなく、また『桃と耳』以降の曲を中心に選曲したため、初期の楽曲が少なくなっている。
また、遊佐のベストアルバムの傾向として、他のアーティストに比べてシングルからの選曲が少ないことが挙げられる。

## 収録曲
1. 山行きバス［道草ノススメ］（作詞：工藤順子　作曲：外間隆史）
アルバム『ハルモニオデオン』より。
2. 森とさかな（作詞：工藤順子　作曲：遊佐未森）
アルバム『momoism』より。
3. Diary（作詞：工藤順子　作曲：外間隆史）
アルバム『アルヒハレノヒ』より。
4. Floria（作詞：外間隆史　作曲：外間隆史）
アルバム『アルヒハレノヒ』より。
5. ONE（remix）（作詞：工藤順子　作曲：外間隆史）
シングル曲、アルバム未収録。ギターをより前面に押し出したリミックスバージョン。
6. roka（作詞：遊佐未森　作曲：遊佐未森）
アルバム『roka』より。シングルバージョン。
7. アカシア（作詞：遊佐未森　作曲：遊佐未森）
アルバム『roka』より。
8. つゆくさ［小夜曲］（remix）（作詞：遊佐未森　作曲：遊佐未森）
アルバム『モザイク』より。組曲形式の6曲からこの曲だけを抜粋したもの。
9. 海（作詞：遊佐未森　作曲：遊佐未森）
アルバム『アルヒハレノヒ』より。
10. suhada（作詞：遊佐未森　作曲：遊佐未森）
アルバム『roka』より。
11. 恋かしら（作詞：工藤順子　作曲：外間隆史）
アルバム『アルヒハレノヒ』より。シングルバージョン。
12. たしかな偶然（作詞：奥山六九・遊佐未森　作曲：Out to Lunch＋遊佐未森）
アルバム『アカシア』より、シングルバージョン。
13. 野生のチューリップ（作詞：草野正宗　作曲：草野正宗）
同名マキシシングルバージョン。スピッツのカバー。
14. 潮見表（作詞：遊佐未森　作曲：遊佐未森）
アルバム『roka』より、イントロの効果音がカットされている。
15. Silent Bells（作詞：古賀森男・遊佐未森　作曲：古賀森男＋遊佐未森）
シングル曲、アルバム未収録。イントロのピアノがカットされたリミックスバージョン。

## 幻の企画盤
発売前に業界内で配布される機関誌「新譜情報」で、リリース情報としてアナウンスされたもので、当初は『桃と耳2』と題され、収録曲も異なっていた。
実際にリリースされた本アルバム（以下『mimomemo』）には本人の嗜好が強く反映されているが、企画段階での選曲もそれに劣らずユニークであった。中でも特筆すべきは『mimomemo』『still life』にも収録された「潮見表」が、この企画段階から選ばれていることである。
1. Will
2. 緑の絵
3. 野生のチューリップ
4. roka
5. Grace
6. 暮れていく空は
7. 恋かしら
8. 生活のプリン
9. 一粒の予感
10. いつも同じ瞳
11. One
12. ハモニカ海岸
13. Silent Bells
14. たしかな偶然
15. 潮見表